# Piotr Sowisz
Piotr Sowisz (sinh ngày 10 tháng 9 năm 1971) là một cầu thủ bóng đá người Ba Lan.

## Sự nghiệp câu lạc bộ
Piotr Sowisz đã từng chơi cho Kyoto Purple Sanga.

## Thống kê câu lạc bộ

### J.League
| Đội                | Năm       | J.League | J.League | J.League Cup | J.League Cup | Tổng cộng | Tổng cộng |
| Đội                | Năm       | Trận     | Bàn      | Trận         | Bàn          | Trận      | Bàn       |
| ------------------ | --------- | -------- | -------- | ------------ | ------------ | --------- | --------- |
| Kyoto Purple Sanga | 2001      | 11       | 1        | 1            | 0            | 12        | 1         |
| Tổng cộng          | Tổng cộng | 11       | 1        | 1            | 0            | 12        | 1         |